# Leandro Godoy
Santiago Leandro Godoy, llamado como Leandro Godoy (Berazategui, Buenos Aires, Argentina; 4 de febrero de 2001) es un futbolista argentino que juega como delantero en el Beroe Stara Zagora de la Primera Liga de Bulgaria.

## Trayectoria

### Berazategui
Comenzó su carrera en las divisiones inferiores de Berazategui donde se destacó notablemente. En un partido de 6.ª división con el naranja, convirtió 6 goles en un partido. Rápidamente causó el interés de un grande de la Argentina, Racing Club.

### Racing Club
De la mano de Sebastián Beccacece, fue promovido a la primera de la Academia, siendo incluido en la lista de buena fe de la Copa Libertadores 2020. Debutó el 1 de noviembre de 2020, en la primera fecha de la Copa de la Liga Profesional 2020. Ingreso por Héctor Fértoli en la derrota 1-4 vs. Atlético Tucumán. El 24 de noviembre jugó su primer partido internacional, en el empate 1-1 contra Flamengo por el partido de ida de los octavos de final de la Copa Libertadores 2020. En el primer semestre de 2021 y con la llegada de Juan Antonio Pizzi, Godoy no es tenido en cuenta por el entrenador, siendo relegado nuevamente a reserva.

## Estadísticas

### Clubes
Actualizado hasta su último partido disputado el 26 de mayo de 2025.
| Club                            | Div.          | Temporada     | Liga  | Liga  | Liga   | Copas nacionales | Copas nacionales | Copas nacionales | Torneos internacionales | Torneos internacionales | Torneos internacionales | Total | Total | Total  | Medida goleadora |
| Club                            | Div.          | Temporada     | Part. | Goles | Asist. | Part.            | Goles            | Asist.           | Part.                   | Goles                   | Asist.                  | Part. | Goles | Asist. | Medida goleadora |
| ------------------------------- | ------------- | ------------- | ----- | ----- | ------ | ---------------- | ---------------- | ---------------- | ----------------------- | ----------------------- | ----------------------- | ----- | ----- | ------ | ---------------- |
| Racing Club Argentina           | 1.ª           | 2020-21       | —     | —     | —      | 4                | 0                | 0                | 1                       | 0                       | 0                       | 5     | 0     | 0      | 0.00             |
| Racing Club Argentina           | 1.ª           | 2021          | —     | —     | —      | —                | —                | —                | 4                       | 0                       | 0                       | 1     | 0     | 0      | 0.00             |
| Racing Club Argentina           | Total club    | Total club    | 0     | 0     | 0      | 4                | 0                | 0                | 5                       | 0                       | 0                       | 9     | 0     | 0      | 0.00             |
| Chacarita Juniors Argentina     | 2.ª           | 2022          | 29    | 11    | 6      | —                | —                | —                | —                       | —                       | —                       | 29    | 11    | 6      | 0.38             |
| Chacarita Juniors Argentina     | Total club    | Total club    | 29    | 11    | 6      | 0                | 0                | 0                | 0                       | 0                       | 0                       | 29    | 11    | 6      | 0.38             |
| S. C. União Torreense Portugal  | 2.ª           | 2022-23       | 15    | 4     | 0      | —                | —                | —                | —                       | —                       | —                       | 15    | 4     | 0      | 0.27             |
| S. C. União Torreense Portugal  | Total club    | Total club    | 15    | 4     | 0      | 0                | 0                | 0                | 0                       | 0                       | 0                       | 15    | 4     | 0      | 0.27             |
| Defensa y Justicia Argentina    | 1.ª           | 2024          | 1     | 0     | 0      | 10               | 0                | 1                | 3                       | 0                       | 0                       | 14    | 0     | 1      | 0.00             |
| Defensa y Justicia Argentina    | Total club    | Total club    | 1     | 0     | 0      | 10               | 0                | 1                | 3                       | 0                       | 0                       | 14    | 0     | 1      | 0.00             |
| PFC Beroe Stara Zagora Bulgaria | 1.ª           | 2023-24       | 10    | 3     | 0      | 2                | 2                | 0                | —                       | —                       | —                       | 12    | 5     | 0      | 0.42             |
| PFC Beroe Stara Zagora Bulgaria | 1.ª           | 2024-25       | 29    | 18    | 1      | 3                | 0                | 0                | —                       | —                       | —                       | 32    | 18    | 1      | 0.56             |
| PFC Beroe Stara Zagora Bulgaria | Total club    | Total club    | 39    | 21    | 1      | 5                | 2                | 0                | 0                       | 0                       | 0                       | 44    | 23    | 1      | 0.52             |
| Total carrera                   | Total carrera | Total carrera | 84    | 36    | 7      | 19               | 2                | 1                | 8                       | 0                       | 0                       | 111   | 38    | 8      | 0.34             |
| 1. 2.                           |               |               |       |       |        |                  |                  |                  |                         |                         |                         |       |       |        |                  |